# To Watch the Storms
To Watch the Storms – studyjna płyta Steve'a Hacketta z 2003 r. Płyta ukazała się w edycji podstawowej, zawierającej 13 utworów i edycji specjalnej w formie książeczki w kartonowym etui z 17-stoma utworami.

## Spis utworów
edycja specjalna:
1. Strutton ground (3:04)
2. Circus of becoming (3:48)
3. The devil is an Englishman (4:27)
4. Frozen statues (2:58)
5. Mechanical bride (6:40)
6. Wind, sand and stars (5:08)
7. Brand new (4:41)
8. This world (5:19)
9. Rebecca (4:20)
10. The silk road (5:25)
11. Pollution b (0:59)
12. Fire island (5:24)
13. Marijuana assassin of youth (5:49)
14. Come away (3:12)
15. The moon under water (2:14)
16. Serpentine song (6:52)
17. If you only knew (2:25)

w edycji podstawowej nie znalazły się utwory: "Pollution b", "Fire island", "Marijuana assassin of youth" i "If you only knew".

## Muzycy
- Steve Hackett
- Roger King
- Rob Townsend
- Terry Gregory
- Gary O’Toole
- John Hackett
- Ian McDonald
- Jeanne Downs
- Sarah Wilson
- Howard Gott